# Henia vesuviana
Henia vesuviana är en mångfotingart som först beskrevs av Newport 1845.  Henia vesuviana ingår i släktet Henia och familjen Dignathodontidae. Inga underarter finns listade i Catalogue of Life.